# Непал на Светском првенству у атлетици на отвореном 2017.
Непал је учествовао на Светском првенству у атлетици на отвореном 2017. одржаном у Лондону од 4. до 13. августа, тринаести пут. Репрезентацију Непала представљао је 1 атлетичар који се такмичио у маратону.,
На овом првенству представник Непала није освојио ниједну медаљу нити је остварио неки резултат.

## Учесници
Мушкарци:
- Бумирај Раи — Маратон

## Резултати

### Мушкарци
| Атлетичарка | Дисциплина | Лични рекорд | Квалификације | Квалификације | Полуфинале | Полуфинале | Финале            | Финале            | Детаљи |
| Атлетичарка | Дисциплина | Лични рекорд | Резултат      | Место         | Резултат   | Место      | Резултат          | Место             | Детаљи |
| ----------- | ---------- | ------------ | ------------- | ------------- | ---------- | ---------- | ----------------- | ----------------- | ------ |
| Бумирај Раи | маратон    | 2:20:44      |               |               |            |            | Није завршио трку | Није завршио трку |        |